# Friedrich Pachmayr
Friedrich Pachmayr (* 8. August 1931 in München; † 1. Dezember 2011) war ein deutscher Lebensmittelchemiker und Kaufmann.

## Werdegang
Friedrich Pachmayr kam als Sohn des Münchner Kaufmanns Otto Pachmayr und der Elisabeth Pachmayr, geborene Fedoroff, zur Welt. Er absolvierte an einer Oberrealschule in München sein Abitur. Nach Studium der Lebensmittelchemie, Staatsexamen im Jahr 1956 und Promotion 1960 zum Dr. rer. nat. an der Universität München trat er 1960 gemeinsam mit seinem Bruder Hans-Dieter Pachmayr als Gesellschafter und 1961 als Prokurist in die familieneigene Getränkegroßhandlung Otto Pachmayr GmbH & Co Mineralwasser KG ein. Nach Übernahme der Geschäftsführung im Jahr 1967 bauten sie das Unternehmen zu einer der führenden Getränkegroßhandlungen Bayerns aus. Im selben Jahr übernahm Pachmayr auch die Geschäftsführung der Straßburger Keller GmbH und wurde Vorsitzender vom Verband Bayerische Erfrischungsgetränke-Industrie. Ab 1968 war er Präsidiumsmitglied und ab 1981 Vize-Präsident vom Verband Deutsche Erfrischungsgetränke-Industrie.
Daneben war er ab 1962 31 Jahre lang Vorsitzender des Handelsverbandes Heil- und Mineralwasser (heutiger Name, vormals: Verband deutscher Heilbrunnengroßhändler). Dort trug er in seinen letzten Jahren entscheidend zur Umstrukturierung des Verbandes zum moderaten Dienstleister bei.
Er wirkte außerdem als stellvertretender Vorsitzender einer Abteilung des Deutschen Bäderverbands und des Arbeitgeberverbands Bayerische Ernährungswirtschaft sowie als ehrenamtlicher Richter beim Bayerischen Landessozialgericht.
Pachmayr war evangelisch, seit 1957 mit Ursula Pachmayr, geborene Ackermann, verheiratet und hatte drei Kinder (Susanne, Otto und Johannes).

## Ehrungen
- Verdienstkreuz 1. Klasse der Bundesrepublik Deutschland
- 2008: Ehrenmitglied des Handelsverbandes Heil- und Mineralwasser